# Chachlyk
Le chachlyk (en cyrillique : шашлык ; en alphabet persan : شیشلیک) est une spécialité culinaire semblable aux brochettes kebab, et originaire du Moyen-Orient.
Il est composé de viande marinée et grillée.
Le terme est utilisé principalement en Iran et dans l'ancienne Union soviétique.
En Russie ou en Ukraine, ce plat est très apprécié et se mange généralement en été car il se cuit au barbecue.

## Plats similaires
- Anticuchos : Pérou
- Arrosticini : Italie (Abruzzes)
- Brochette : France, Espagne (Catalogne)
- Chuanr : Chine, également kawap (en ouïghour et donggan)
- Espetada : Portugal
- Frigărui : Roumanie
- Khorovats : Arménie
- Mtsvadi : Géorgie
- Pinchitos : Espagne (Andalousie et Estrémadure)
- Ražnjići : Serbie
- Sate : Indonésie, Malaisie, Singapour, Brunei, Thaïlande et Pays-Bas
- Seekh kebab : Bangladesh, Pakistan, Afghanistan et nord de l'Inde
- Şiş kebap : Turquie
- Sosatie : Afrique du Sud
- Souvla : Chypre
- Souvláki : Grèce
- Yakitori : Japon